# League of Women Voters

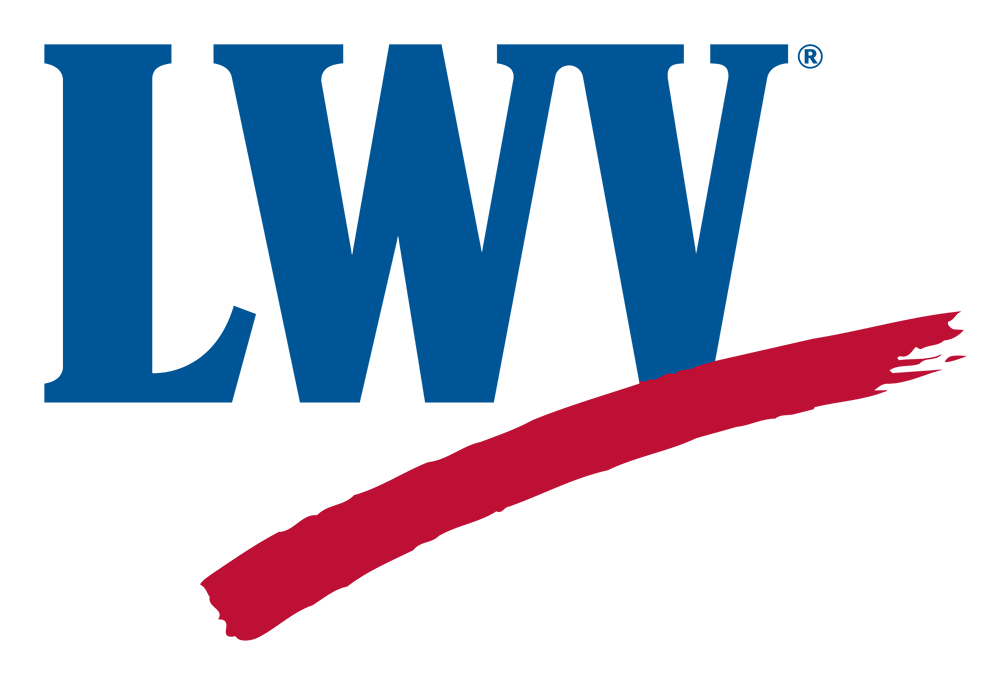
League of Women Voters logo

League of Women Voters (LWV), är en kvinnoorganisation i USA, grundad 1920. LWV är efterträdaren till den gamla rösträttsorganisationen National American Woman Suffrage Association, som omvandlades till LWV sedan målet för den förra organisationen hade uppnåtts, och kvinnor fått rösträtt i USA samma år.
LWV arbetar med flera aktiviteter, så som att registrera väljare, informera om valsystemet, och förespråka användning av rösträtten, särskilt för kvinnor.  